# Barghest
Barghest (także Bargtjest albo Bargest) – mityczny pies-goblin wywodzący się z legend z północnej Anglii szczególnie w Yorkshire. Według mitycznych opisów, jego cechy szczególne to ogromne zęby i szpony, czarna sierść i przenikliwe żółte oczy. Pojawia się tylko w nocy. Według legendy każdy, kto go zobaczy, wkrótce umiera. Inna wersja legendy mówi, że pies ten chroni niewinnych ludzi w nocy.
Pochodzenie słowa barghest jest sprawą dyskusyjną. Ghost (tzn. duch) w północnej Anglii jest wymawiane jako guest, a imię rozumiane jako burh-ghest (tzn. duch miasta). Inne wytłumaczenie tej nazwy daje język niemiecki: Berg-geist, czyli demon górski, albo Bär-geist, tzn. niedźwiedzi demon. Do barghesta podobny jest także normandzki Rongeur d'Os.

## Barghest w kulturze popularnej
W serii książek o Harrym Potterze pojawia się on jako Ponurak.
Przeciwnik pod tą nazwą występuje w grach Wiedźmin oraz The Lord of the Rings Online.
Występuje także w trzecim tomie serii Legenda Drizzta Roberta Salvatore, zatytułowanym Nowy dom. Barghest tutaj to stworzenie z innego planu egzystencji, zwanego „Gehenną”. Szczenięta były wysyłane przez dorosłe Barghesty na inne plany, by pożywiały się i rosły. Zajęciem takich szczeniąt było zabijanie, karmienie się siłą życiową otaczających je śmiertelników. Dopiero po osiągnięciu dojrzałości Barghest mógł powrócić do swojej ojczyzny, na brudne, dymiące rozpadliny przecinające plan Gehenny. Te pozaplanetarne istoty mogły przenosić ze sobą moce, które wydawały się magiczne stworzeniom z goszczącego je planu np. otwierać wrota teleportacyjne czy dowolnie zmieniać swój kształt.
Można też echa tego mitu odnaleźć w opowiadaniu Pies Baskerville’ów Conan Doyle’a.